# 1887
| [ Edytuj tabelę ]              | |
| Król Polski (tytularny)        | - 1881 Aleksander III Romanow 1894 |
| Emir Afganistanu               | - 1880 Abdur Rahman Chan 1901 |
| Współksiążęta Andory           | - 1879 Salvador Casañas i Pagès 1901 - 1879 Jules Grévy 1887 - 1887 Marie François Sadi Carnot 1894                                      |
| Prezydent Argentyny            | - 1886 Miguel Juarez Celman 1890 |
| Cesarz Austrii                 | - 1848 Franciszek Józef I 1916 |
| Król Bawarii                   | - 1886 Otto 1913 |
| Król Belgów                    | - 1865 Leopold II 1909 |
| Premier Belgii                 | - 1884 Auguste Beernaert 1894 |
| Prezydent Boliwii              | - 1884 Gregorio Pacheco 1888 |
| Cesarz Brazylii                | - 1831 Pedro II 1889 |
| Sułtan Brunei                  | - 1885 Hashim Jalilul Alam Aqamaddin 1906                                                                                                |
| Car Bułgarii                   | - 1887 Ferdynand I Koburg 1918 |
| Premier Bułgarii               | - 1886 Wasił Radosławow 1887 - 1887 Konstantin Stoiłow 1887 - 1887 Stefan Stambołow 1894                                                 |
| Prezydent Chile                | - 1886 José Manuel Balmaceda Fernández 1891                                                                                              |
| Cesarz Chin                    | - 1875 Guangxu 1908 |
| Premier Czarnogóry             | - 1879 Božo Petrović-Njegoš 1905 |
| Król Czech                     | - 1848 Franciszek Józef I 1916 |
| Król Danii                     | - 1863 Chrystian IX 1906 |
| Premier Danii                  | - 1875 Jacob Brønnum Scavenius Estrup 1894                                                                                               |
| Dalajlama                      | - 1876 Thubten Gjaco 1933 |
| Prezydent Dominikany           | - 1885 Alejandro Woss y Gil 1887 - 1887 Ulises Heureaux 1889                                                                             |
| Władca Egiptu                  | - 1879 Taufik Pasza 1892 |
| Premier Egiptu                 | - 1884 Nubar Pasza 1888 |
| Prezydent Ekwadoru             | - 1883 José Plácido Caamaño 1888 |
| Cesarz Etiopii                 | - 1871 Jan IV Kassa 1889 |
| Prezydent Francji              | - 1879 Jules Grévy 1887 - 1887 Marie François Sadi Carnot 1894                                                                           |
| Premier Francji                | - 1886 René Goblet 1887 - 1887 Maurice Rouvier 1887 - 1887 Pierre Tirard 1888                                                            |
| Król Grecji                    | - 1863 Jerzy I 1913 |
| Prezydent Gwatemali            | - 1885 Manuel Lisandro Barillas Bercián 1892                                                                                             |
| Prezydent Haiti                | - 1879 Lysius Salomon 1888 |
| Król Hawajów                   | - 1874 Kalākaua 1891 |
| Król Hiszpanii                 | - 1886 Alfons XIII 1931 |
| Premier Hiszpanii              | - 1885 Práxedes Mateo Sagasta 1890 |
| Król Holandii                  | - 1849 Wilhelm III 1890 |
| Premier Holandii               | - 1883 Jan Heemskerk 1888 |
| Prezydent Hondurasu            | - 1883 Luis Bográn Barahona 1891 |
| Szach Iranu                    | - 1848 Naser ad-Din Szah 1896 |
| Król Irlandii                  | - 1837 Wiktoria Hanowerska 1901 |
| Cesarz Japonii                 | - 1867 Mutsuhito 1912 |
| Premier Japonii                | - 1885 Hirobumi Itō 1888 |
| Kalif                          | - 1876 Abdülhamid II 1909 |
| Premier Kanady                 | - 1878 John Macdonald 1891 |
| Emir Kataru                    | - 1878 Kasim ibn Muhammad Al Sani 1913                                                                                                   |
| Prezydent Kolumbii             | - 1886 José María Campo Serrano 1887 - 1887 Eliseo Payán 1887 - 1887 gen. Rafael Núñez 1888                                              |
| Patriarcha Konstantynopola     | - 1884 Joachim IV 1887 - 1887 Dionizy V 1891                                                                                             |
| Władca Korei                   | - 1863 Kojong 1907 |
| Prezydent Kostaryki            | - 1885 Bernardo Soto Alfaro 1890 |
| Emir Kuwejtu                   | - 1866 Abd Allah II 1892 |
| Prezydent Liberii              | - 1884 Hilary Johnson 1892 |
| Książę Liechtensteinu          | - 1858 Jan II Dobry 1929 |
| Wielki książę Luksemburga      | - 1849 Wilhelm III 1890 |
| Premier Luksemburga            | - 1885 Édouard Thilges 1888 |
| Sułtan Maroka                  | - 1873 Hassan I 1894 |
| Prezydent Meksyku              | - 1884 Porfirio Díaz 1911 |
| Książę Monako                  | - 1856 Karol III 1889 |
| Król Nepalu                    | - 1881 Prithvi 1911 |
| Premier Nepalu                 | - 1885 Bir Shumsher Jang Bahadur Rana 1901                                                                                               |
| Cesarz Niemiec                 | - 1871 Wilhelm I Hohenzollern 1888 |
| Kanclerz Niemiec               | - 1871 Otto von Bismarck 1890 |
| Prezydent Nikaragui            | - 1883 Adán Cárdenas 1887 - 1887 Evaristo Carazo 1889                                                                                    |
| Król Norwegii                  | - 1872 Oskar II 1905 |
| Premier Nowej Zelandii         | - 1884 Robert Stout 1887 - 1887 Harry Atkinson 1891                                                                                      |
| Sułtan Omanu                   | - 1870 Turki ibn Sa’id 1888 |
| Papież                         | - 1878 Leon XIII 1903 |
| Prezydent Paragwaju            | - 1886 Patricio Escobar 1890 |
| Prezydent Peru                 | - 1886 Andrés Avelino Cáceres 1890 |
| Król Portugalii                | - 1861 Ludwik 1889 |
| Król Prus                      | - 1861 Wilhelm I 1888 |
| Car Rosji                      | - 1881 Aleksander III 1894 |
| Król Rumunii                   | - 1881 Karol I 1914 |
| Premier Rumunii                | - 1881 Ion Brătianu 1888 |
| Król Saksonii                  | - 1873 Albert I Wettyn 1902 |
| Prezydent Salwadoru            | - 1885 Francisco Menéndez Valdivieso 1890                                                                                                |
| Kapitanowie Regenci San Marino | - 1886 Gaetano Simoncini Pietro Ugolini 1887 - 1887 Marino Fattori Settimio Lonfernini 1887 - 1887 Pietro Filippi Federico Martelli 1888 |
| Król Serbii                    | - 1882 Milan Obrenowić 1889 |
| Prezydent Szwajcarii           | - 1887 Numa Droz 1887 |
| Król Szwecji                   | - 1872 Oskar II 1907 |
| Premier Szwecji                | - 1884 Robert Themptander 1888 |
| Król Tajlandii                 | - 1868 Chulalongkorn 1910 |
| Król Tonga                     | - 1875 Jerzy Tupou I 1893 |
| Premier Tonga                  | - 1881 Shirley Waldemar Baker 1890 |
| Sułtan Turków                  | - 1876 Abdülhamid II 1909 |
| Prezydent Urugwaju             | - 1886 Máximo Tajes 1890 |
| Prezydent USA                  | - 1885 Grover Cleveland 1889 |
| Prezydent Wenezueli            | - 1886 Antonio Guzmán Blanco 1887 - 1887 Hermógenes López 1888                                                                           |
| Król Węgier                    | - 1848 Franciszek Józef I 1916 |
| Premier Węgier                 | - 1875 Kálmán Tisza 1890 |
| Monarcha Wielkiej Brytanii     | - 1837 Wiktoria 1901 |
| Premier Wielkiej Brytanii      | - 1886 Robert Gascoyne-Cecil 1892 |
| Król Włoch                     | - 1878 Humbert I 1900 |

Rok 1887 / MDCCCLXXXVII
stulecia: XVIII wiek ~
XIX wiek ~
XX wiek

dziesięciolecia:
1850–1859 •
1860–1869 •
1870–1879 •
1880–1889
• 1890–1899
• 1900–1909
• 1910–1919

lata: 1877 «
1882 «
1883 «
1884 «
1885 «
1886 «
1887
» 1888
» 1889
» 1890
» 1891
» 1892
» 1897

## Wydarzenia w Polsce
- 3 stycznia – w szczecińskiej stoczni AG Vulcan zwodowano chiński krążownik pancerny „Jingyuan”.
- 14 stycznia – powstanie w Krakowie Związku Młodzieży Polskiej Zet, tajnej organizacji trójzaborowej.
- 22 marca – Józef Piłsudski został aresztowany pod zarzutem udziału w spisku na życie cara, którego autorami byli członkowie Frakcji Terrorystycznej Narodnej Woli.
- 5 kwietnia:
  - otwarcie linii kolejowej Stryj-Beskid (dł. 79,3 km), należącej do Austriackich Kolei Państwowych.
  - w Krypcie Zasłużonych na Skałce pochowano Józefa Ignacego Kraszewskiego.
- 2 czerwca – w warszawskim dzienniku „Słowo” rozpoczął się druk powieści Pan Wołodyjowski, ostatniej części Trylogii.
- 26 lipca – Ludwik Zamenhof opublikował książkę Język międzynarodowy. Przedmowa i podręcznik kompletny pod pseudonimem Doktor Esperanto.
- 15 sierpnia – w Kalwarii Zebrzydowskiej ukoronowano obraz Matki Bożej czczonej w tamtejszym klasztorze oo. bernardynów.
- 19 sierpnia – całkowite zaćmienie Słońca widoczne z terenów Polski.
- 7 września – w szkołach elementarnych i gimnazjach w zaborze pruskim zlikwidowano całkowicie naukę w języku polskim.
- 15 września – otwarto Wielką Synagogę w Gdańsku.
- 29 września – w Kurierze Codziennym ukazał się pierwszy odcinek powieści Lalka Bolesława Prusa.
- 30 października – otwarto odcinek Kolei Galicyjskiej Dębica – Nadbrzezie.

## Wydarzenia na świecie
- 20 stycznia – Nowa Zelandia anektowała archipelag Kermadec na Pacyfiku.
- 28 stycznia – rozpoczęła się budowa Wieży Eiffla.
- 2 lutego – w Punxsutawney w Pensylwanii obchodzono po raz pierwszy Dzień Świszcza.
- 5 lutego – w La Scali odbyła się premiera opery Otello Giuseppe Verdiego.
- 8 lutego – Kongres Stanów Zjednoczonych przyjął ustawę Dawesa, znoszącą kolektywne władanie ziemią przez plemiona Indian.
- 23 lutego:
  - trzęsienie ziemi i wywołane nim tsunami zabiły około 2 tys. osób we włoskiej Ligurii i na francuskim Lazurowym Wybrzeżu.
  - zakazano importu chińskiego opium do USA.
- 7 marca – w mieście Korcza otwarto pierwszą albańskojęzyczną szkołę.
- 28 marca – dotychczas brytyjski Protektorat Zatoki Ambas został przyłączony do Kamerunu Niemieckiego.
- 5 kwietnia – wyspy Wallis i Futuna na Pacyfiku przyjęły francuski protektorat.
- 9 kwietnia – zwodowano brytyjski pancernik wieżowy HMS „Victoria”.
- 27 kwietnia – Filadelfia: chirurg George Thomas Morton dokonał pierwszego wycięcia wyrostka robaczkowego.
- 3 maja – w wyniku eksplozji w kopalni węgla kamiennego w Nanaimo w kanadyjskiej prowincji Kolumbia Brytyjska zginęło 150 górników.
- 17 maja – austriacki astronom Johann Palisa odkrył planetoidę (266) Aline.
- 18 maja – w Paryżu odbyła się premiera opery komicznej Król mimo woli Emmanuela Chabriera.
- 30 maja – Maurice Rouvier został premierem Francji.
- 3 czerwca – rozpoczęto budowę Kanału Kilońskiego, który połączył Bałtyk z Morzem Północnym poprzez Szlezwik-Holsztyn.
- 4 czerwca – otwarto Instytut Pasteura w Paryżu.
- 8 czerwca – Herman Hollerith opatentował maszynę liczącą używającą kart dziurkowanych jako nośnika zapisu danych.
- 13 czerwca – w Walencji uruchomiono pierwszą linię tramwaju konnego.
- 18 czerwca – został podpisany niemiecko-rosyjski Traktat reasekuracyjny.
- 7 lipca – Ferdynand I Koburg został, po abdykacji Aleksandra Battenberga, ogłoszony przez Zgromadzenie Narodowe nowym władcą Bułgarii.
- 29 września – powstał klub piłkarski Hamburger SV.
- 8 listopada – Emil Berliner opatentował gramofon.
- 13 listopada – 3 osoby zginęły, a około 100 zostało rannych w wyniku brutalnego rozpędzenia przez londyńską policję 10-tysięcznej demonstracji przeciwko nadużyciom w Irlandii (tzw. „krwawa niedziela”).
- 1 grudnia – Arthur Conan Doyle opublikował nowelę Studium w szkarłacie, w której po raz pierwszy pojawiła się postać Sherlocka Holmesa.
- 3 grudnia – Marie Francois Sadi Carnot został prezydentem Francji.
- 23 grudnia – Józef Piłsudski dotarł do docelowego miejsca zesłania – Kireńska w południowej Syberii, gdzie przebywał do lipca 1890 roku.

- W Gliwicach utworzono Oberschlesische Eisen – Industrie für Bergbau und Hüttenbetrieb A.G.
- W Szwajcarii powstała Liga Polska pod kierownictwem Zygmunta Miłkowskiego.
- Walter Goodall George ustanowił rekord świata w biegu na 1 milę wynikiem 4 min. 10,2 s.

## Urodzili się
- 1 stycznia:
  - Wilhelm Canaris, niemiecki admirał, szef Abwehry (zm. 1945)
  - Josef Opatoszu, żydowski pisarz (zm. 1954)
- 3 stycznia:
  - Nicolás Fasolino, argentyński duchowny katolicki, arcybiskup Santa Fe, kardynał (zm. 1969)
  - August Macke, niemiecki malarz (zm. 1914)
- 4 stycznia – Jack Hickey, australijski rugbysta, medalista olimpijski (zm. 1950)
- 6 stycznia – Berthe Bovy, belgijska aktorka (zm. 1977)
- 7 stycznia – Oskar Luts, estoński pisarz (zm. 1953)
- 8 stycznia – Pawieł Gałanin, radziecki polityk (zm. 1936)
- 10 stycznia: 
  - Robinson Jeffers, amerykański poeta znany z twórczości poświęconej kalifornijskiemu wybrzeżu (zm. 1962)
  - Agnieszka Wisła, działaczka polonijna w Stanach Zjednoczonych (zm. 1980)
- 13 stycznia – Sophie Tucker, amerykańska piosenkarka, aktorka pochodzenia żydowskiego (zm. 1966)
- 14 stycznia – Hugo Steinhaus, polski matematyk, współtwórca lwowskiej szkoły matematycznej (zm. 1972)
- 15 stycznia – Stanisław Górski, polski malarz portrecista (zm. 1955)
- 17 stycznia – Józef Samsó y Elias, hiszpański duchowny katolicki, męczennik, błogosławiony (zm. 1936)
- 19 stycznia – Karol Stryjeński, architekt, rzeźbiarz, działacz społeczny (zm. 1932)
- 21 stycznia:
  - Zygmunt Beczkowicz, polski prawnik, polityk, wojewoda nowogródzki i wileński, senator RP (zm. 1985)
  - Wolfgang Köhler, niemiecko-amerykański psycholog, wykładowca akademicki (zm. 1967)
  - Anna Łubieńska, polska działaczka społeczna i oświatowa (zm. 1960)
  - Anna Margolin, amerykańska poetka, tworząca w języku jidysz (zm. 1952)
  - Désiré Paternoster, belgijski piłkarz (zm. 1952)
- 26 stycznia – Zygmunt Dadlez, polski lekarz, doktor medycyny, chirurg, pulmonolog (zm. 1962)
- 27 stycznia – Carl Blegen, amerykański archeolog (zm. 1971)
- 28 stycznia – Artur Rubinstein, polski pianista pochodzenia żydowskiego (zm. 1982)
- 1 lutego – Jan Górski, polski policjant (zm. 1940)[1]
- 2 lutego – Adela Stefanowicz, polska zakonnica (zm. 1961)
- 5 lutego:
  - Alfred von Hubicki, niemiecki generał (zm. 1971)
  - Omer Nishani, albański polityk, lekarz, dziennikarz, tłumacz (zm. 1954)
- 6 lutego:
  - Joseph Frings, niemiecki duchowny katolicki, arcybiskup Kolonii, kardynał (zm. 1978)
  - Ernest Gruening, amerykański polityk, senator ze stanu Alaska (zm. 1974)
- 7 lutego – Néstor Martín-Fernández de la Torre, hiszpański malarz (zm. 1938)
- 8 lutego – James Ryan, nowozelandzki rugbysta (zm. 1957)
- 10 lutego:
  - Józef Pietrzak, polski nauczyciel, kawaler Orderu Virtuti Militari (zm. 1922)
  - Emile Victor Rieu, angielski literaturoznawca i tłumacz (zm. 1972)
- 14 lutego – Axel Rydin, szwedzki żeglarz, medalista olimpijski (zm. 1971)
- 15 lutego:
  - Jerzy Cegielski, polski oficer, kawaler Virtuti Militari (zm. 1940)
  - Jerzy Rygier, polski aktor i reżyser (zm. 1952)
- 21 lutego:
  - Feliks Yuste Cava, hiszpański duchowny katolicki, męczennik, błogosławiony (zm. 1936)
  - Maude Farris-Luse, amerykańska superstulatka (zm. 2002)
- 24 lutego – Kazimierz Bisping, polski pułkownik dyplomowany, polityk, senator RP (zm. 1941)
- 26 lutego – Stefan Grabiński, polski pisarz grozy (zm. 1936)
- 27 lutego – Harald Wallin, szwedzki żeglarz, medalista olimpijski (zm. 1946)
- 9 marca – Otte Blom, holenderski tenisista (zm. 1972)
- 10 marca:
  - Włodzimierz Dzerowicz, kapitan Wojska Polskiego (zm. ?)
  - Innocenty od Niepokalanego Poczęcia, hiszpański pasjonista, męczennik, święty katolicki (zm. 1934)
- 14 marca – Leon Schiller, polski artysta, jeden z najwybitniejszych polskich twórców scenicznych XX wieku (zm. 1954)
- 19 marca – Józef Radwan, polski urzędnik, polityk, minister reform rolnych (zm. 1977)
- 20 marca – Henrik Robert, norweski żeglarz, medalista olimpijski (zm. 1971)
- 23 marca – Juan Gris, hiszpański malarz (zm. 1927)
- 24 marca – Erik Waller, szwedzki żeglarz, olimpijczyk (zm. 1958)
- 25 marca – Stanisław Skiba, polski lekarz, doktor nauk medycznych, działacz plebiscytowy i niepodległościowy (zm. 1970)
- 29 marca – Piotr Gelabert Amer, hiszpański jezuita, męczennik, błogosławiony katolicki (zm. 1936)
- 1 kwietnia – Rudolf Wirski, polski wojskowy narodowości czeskiej (zm. ?)
- 5 kwietnia – Brunon Materne, polski działacz niepodległościowy, kawaler Virtuti Militari (zm. 1950)
- 10 kwietnia – Bernardo Houssay, argentyński fizjolog (zm. 1971)
- 11 kwietnia – Jack Phillips, starszy radiooperator na RMS Titanicu (zm. 1912)
- 22 kwietnia – Alina Gryficz-Mielewska, polska aktorka (zm. 1946)
- 28 kwietnia – Thomas Aass, norweski żeglarz, medalista olimpijski (zm. 1961)
- 29 kwietnia – Piotr Esqueda Ramírez, meksykański duchowny katolicki, męczennik, święty (zm. 1927)
- 1 maja – Zygmunt Mężyński, polski oficer (zm. 1940)
- 7 maja – Ignacy Oziewicz, pułkownik, zastępca komendanta głównego Narodowej Organizacji Wojskowej, działacz Stronnictwa Ludowego (zm. 1966)
- 9 maja – Helena Bobińska, polska pisarka (zm. 1968)
- 16 maja – Jakob van Hoddis, niemiecki pisarz (zm. 1942)
- 18 maja – Ernst Wiechert, niemiecki pisarz (zm. 1950)
- 25 maja – Pio z Pietrelciny, włoski zakonnik, święty katolicki, stygmatyk (zm. 1968)
- 30 maja – Maria Climent Mateu, hiszpańska działaczka Akcji Katolickiej, męczennica, błogosławiona katolicka (zm. 1936)
- 31 maja – Saint-John Perse, francuski poeta i dyplomata (zm. 1975)
- 1 czerwca - Alma Motzko, austriacka działaczka samorządowa i społeczna (zm. 1968)
- 4 czerwca – Józef Trynidad Rangel, meksykański duchowny katolicki, męczennik, błogosławiony (zm. 1927)
- 8 czerwca – Wiktor Komorowski, polski kapitan pilot, as myśliwski (zm. 1952)
- 10 czerwca – Wacław Karaś, polski muzyk, kompozytor i dyrygent orkiestr wojskowych (zm. 1942)
- 11 czerwca (wg innych źródeł ur. w 1880) – Soava Gallone, aktorka, gwiazda niemego kina włoskiego (zm. 1957)
- 15 czerwca:
  - Folke Johnson, szwedzki żeglarz, medalista olimpijski (zm. 1962)
  - Józef Oppenheim, polski narciarz, taternik, ratownik górski, wieloletni kierownik TOPR (zm. 1946)
- 19 czerwca – Jan Hopliński, polski malarz (zm. 1974)
- 1 lipca – Arthur McCabe, australijski rugbysta, medalista olimpijski (zm. 1924)
- 7 lipca – Marc Chagall, rosyjski malarz, grafik pochodzenia żydowskiego (zm. 1985)
- 8 sierpnia – Malcolm Keen, angielski aktor filmowy i teatralny (zm. 1970)
- 20 lipca – Floyd Collins, amerykański grotołaz (zm. 1925)
- 22 lipca – Gustav Ludwig Hertz, niemiecki fizyk, laureat Nagrody Nobla w 1925 roku (zm. 1975)
- 31 lipca – Herminia Martínez Amigó, hiszpańska działaczka Akcji Katolickiej, męczennica, błogosławiona katolicka (zm. 1936)
- 3 sierpnia:
  - Otton Nikodym, polski matematyk (zm. 1974)
  - Roman Rybarski, polski polityk i ekonomista (zm. 1942)
- 9 sierpnia – Hans Oster, niemiecki generał (zm. 1945)
- 10 sierpnia:
  - Harry Johnson, brytyjski bokser (zm. 1947)
  - Sam Warner, amerykański przedsiębiorca, współtwórca wytwórni filmowej Warner Bros. (zm. 1927)
- 12 sierpnia – Erwin Schrödinger, austriacki fizyk (zm. 1961)
- 17 sierpnia – Karol I Habsburg, ostatni władca Cesarsko-Królewskich Austro-Węgier (zm. 1922)
- 21 sierpnia – James Moody, szósty oficer na RMS Titanicu (zm. 1912)
- 23 sierpnia – Władysław Bończa-Uzdowski, polski generał brygady, działacz sportowy (zm. 1957)
- 24 sierpnia – Aleksander Falzmann, polski duchowny luterański, działacz społeczny pochodzenia niemieckiego (zm. 1942)
- 1 września:
  - Blaise Cendrars, szwajcarski pisarz (zm. 1961)
  - Magnus Konow, norweski przedsiębiorca i żeglarz, medalista olimpijski (zm. 1972)
- 12 września – George Georgescu, rumuński dyrygent, wiolonczelista, pedagog (zm. 1964)
- 13 września – Janusz Olszamowski, porucznik kawalerii Wojska Polskiego, kawaler Virtuti Militari (zm. 1920)
- 16 września – Witold Staniewicz, polski ekonomista, polityk, minister reform rolnych (zm. 1966)
- 18 września – Henryk Elzenberg, polski filozof, etyk, aforysta (zm. 1967)
- 23 września – Andrzej Iszczak, duchowny greckokatolicki, męczennik, błogosławiony (zm. 1941)
- 26 września – Antonio Moreno, hiszpański aktor (zm. 1967)
- 28 września – Torsten Sandelin, fiński gimnastyk i żeglarz, medalista olimpijski (zm. 1950)
- 29 września – Emil Szramek, polski duchowny katolicki, męczennik, błogosławiony (zm. 1942)
- 3 października – Maurice Labeyrie, francuski rugbysta, medalista olimpijski (zm. 1969)
- 4 października – Franciszek Olejniczak, polski ksiądz i społecznik (zm. 1965)
- 10 października:
  - Wacław Barcikowski, polski prawnik, Pierwszy Prezes Sądu Najwyższego (zm. 1981)
  - Józef Rajmund Ferragud Girbés, hiszpański działacz Akcji Katolickiej, męczennik, błogosławiony katolicki (zm. 1936)
- 13 października – Jozef Tiso, słowacki polityk, ksiądz (zm. 1947)
- 15 października – Frederick Fleet, obserwator na statku RMS Titanic (zm. 1965)
- 23 października – Janko Bojmír, słowacki nauczyciel, działacz turystyczny i publicysta (zm. 1970)
- 24 października – Lajos Rokfalusy, węgierski taternik, alpinista i nauczyciel (zm. 1974)
- 29 października – Jan Scheffler, rumuński biskup katolicki, błogosławiony (zm. 1952)
- 30 października – Georg Heym, niemiecki pisarz (zm. 1912)
- 31 października – Czang Kaj-szek, prezydent Republiki Chińskiej (zm. 1975)
- 1 listopada – L.S. Lowry, angielski malarz (zm. 1976)
- 10 listopada – Arnold Zweig, niemiecki pisarz (zm. 1968)
- 12 listopada – Edmund Gross, polski podpułkownik i lekarz (zm. 1951)
- 15 listopada:
  - Hitoshi Ashida, japoński polityk, premier Japonii (zm. 1959)
  - Georgia O’Keeffe, amerykańska malarka (zm. 1986)
- 17 listopada – Bernard Law Montgomery, brytyjski marszałek polny (zm. 1976)
- 18 listopada:
  - Jan Gadziński, polski działacz komunistyczny i rewolucjonista (zm. 1956)
  - Felice Bauer, narzeczona Franza Kafki (zm. 1960)
- 19 listopada – James Sumner, amerykański chemik, laureat Nagrody Nobla (zm. 1955)
- 20 listopada – Abram Jakub Szenfeld, polski fotograf (zm. 1942)
- 21 listopada – Hein ter Poorten, holenderski generał porucznik (zm. 1968)
- 23 listopada – Andreas Knudsen, norweski żeglarz, medalista olimpijski (zm. 1982)
- 24 listopada – Erich von Manstein, niemiecki feldmarszałek (zm. 1973)
- 28 listopada – Czesław Falkowski, polski duchowny katolicki, biskup łomżyński (zm. 1969)
- 29 listopada – Michał Malinowski, polski jezuita, męczennik (zm. 1942)
- 5 grudnia:
  - Celia Dropkin, żydowska poetka, pisarka (zm. 1956)
  - Stanisław Szeligowski, polski astronom (zm. 1966)
- 11 grudnia – Marianne Moore, amerykańska poetka (zm. 1972)
- 16 grudnia – Kazimierz Szpotański, polski inżynier elektryk, pionier przemysłu aparatów elektrycznych (zm. 1966)
- 18 grudnia – Algot Lönn, szwedzki kolarz szosowy (zm. 1953)

- data dzienna nieznana: 
  - Józef Gąsienica Tomków, góral, przewodnik tatrzański i ratownik górski (zm. ok. 1942)
  - Edward Walery Janczewski, polski geolog i geofizyk, taternik i alpinista (zm. 1959)
  - Oszkár Jordán, węgierski taternik, alpinista, narciarz wysokogórski, prawnik (zm. 1914)
  - Roman Komarnicki, węgierski taternik, alpinista, prawnik (zm. 1973)

## Zdarzenia astronomiczne
- 19 sierpnia – całkowite zaćmienie Słońca, widoczne w Polsce[2].

## Święta ruchome
- Tłusty czwartek: 17 lutego
- Ostatki: 22 lutego
- Popielec: 23 lutego
- Niedziela Palmowa: 3 kwietnia
- Pamiątka śmierci Jezusa Chrystusa: 7 kwietnia
- Wielki Czwartek: 7 kwietnia
- Wielki Piątek: 8 kwietnia
- Wielka Sobota: 9 kwietnia
- Wielkanoc: 10 kwietnia
- Poniedziałek Wielkanocny: 11 kwietnia
- Wniebowstąpienie Pańskie: 19 maja
- Zesłanie Ducha Świętego: 29 maja
- Boże Ciało: 9 czerwca